# ویبراتور خرگوشی

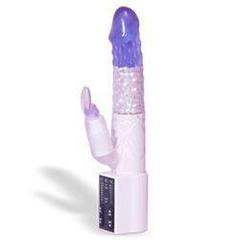
لرزاننده خرگوشی تکنو

ویبراتور خرگوشی (به انگلیسی: Rabbit vibrator) یک اسباب‌بازی جنسی لرزشی است که معمولاً به شکل نراندامه و به منظور تحریک کس و چوچوله ساخته می‌شود. وجه تسمیه آن این است که محرک چوچوله‌ای آن مانند یک جفت گوش خرگوش به نظر می‌رسد. اولین لرزاننده خرگوشی در سال ۱۹۸۴ به بازار عرضه شد و به همراه دسته جادویی هیتاچی، از نگاه مجله کاسموپولیتن، یکی از اسباب بازی‌های کلاسیک جنسی به حساب می‌آید.
محبوبیت لرزاننده خرگوشی در ایالات متحده پس از پخش یک قسمت از سریال سکس و شهر به نام «لاک‌پشت و خرگوش» از شبکه اچ‌بی‌او، به همراه یک اسباب‌بازی دیگر به نام مروارید خرگوشی ساخت شرکت ویبراتکس افزایش یافت. لرزاننده خرگوشی از این جهت در این قسمت نمایش داده شد که این اسباب‌بازی یکی از  پرفروش‌ترین اسباب‌بازی‌ها در فروشگاهی در نیویورک بود.
لرزاننده‌های خرگوشی طراحی شده‌اند تا احساس لذت شدیدتری را نسبت کیر مصنوعی‌های سنتی به کاربر عرضه کنند. این لرزاننده‌ها با تحریک چوچوله و کس به‌طور هم‌زمان، سبب ایجاد چنین حدی از لذت در فرد می‌شوند. مروارید خرگوشی که پیش از لرزاننده خرگوشی ساخته شده بود، همچنین دارای یک بخش چرخان بود.
از آن زمان، لرزاننده‌های خرگوشی تکامل یافته و به دسته‌ای کامل از اسباب بازی‌های جنسی با برندهای مختلف و تغییرات در طراحی از جمله با شکل نراندامه کمتر یا بدون قسمت مهره‌های چرخان به بازار عرضه می‌شوند. این دستگاه می‌تواند از راه‌های مختلف هم برای خودارضایی و هم در هنگام رابطه جنسی استفاده شود.

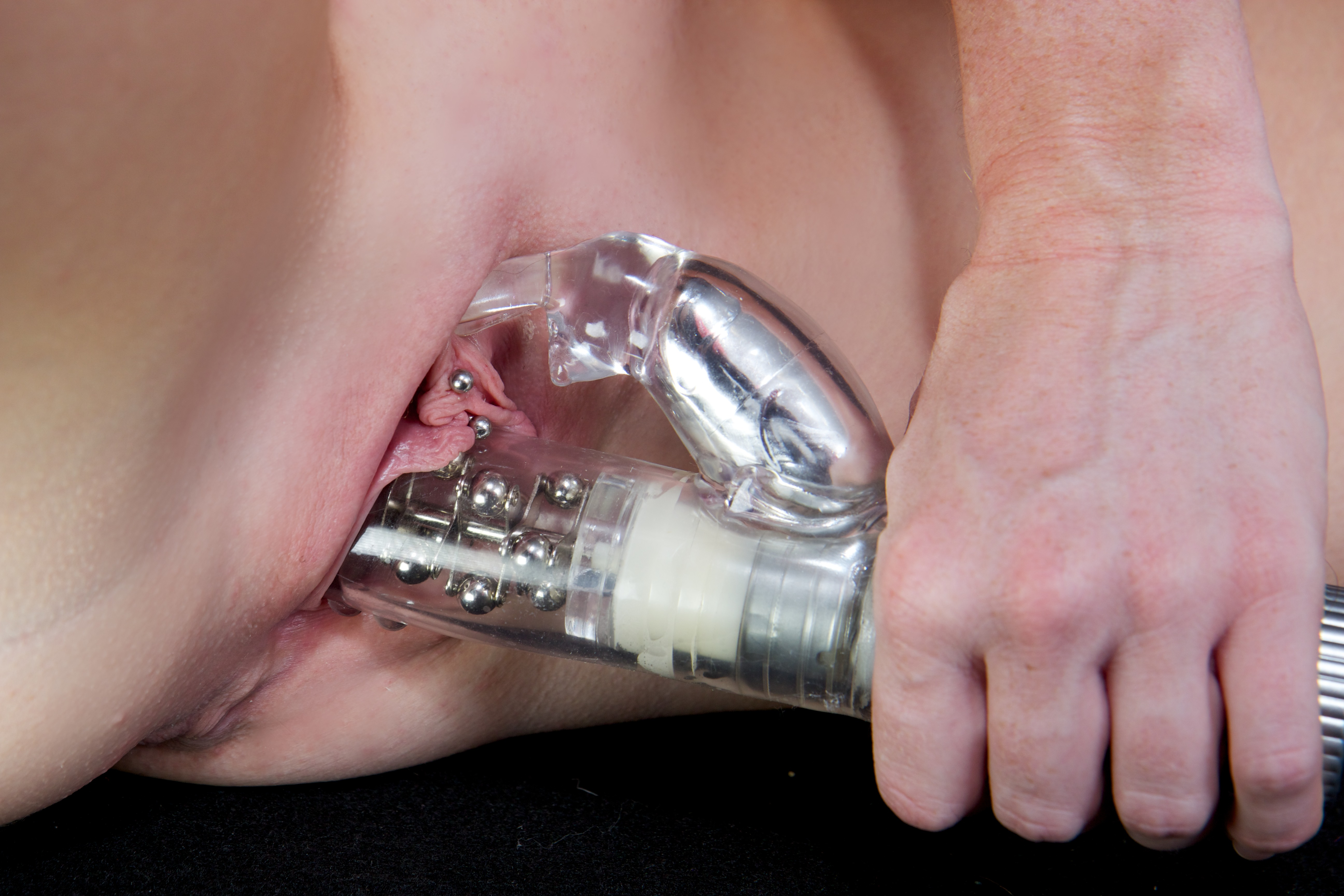
استفاده از ویبراتور خرگوشی

## تاریخچه
به گفته مالک شرکت  ویبراتکس، شای مارتین، این شرکت نخستین شرکتی بود که در سال ۱۹۸۳ لرزاننده‌های دوکاره را به بازار ایالات متحده وارد کرد. این لرزاننده‌ها از ژاپن وارد شده و در رنگ‌های روشن ساخته شده‌اند و به شکل‌هایی مانند کانگورو و لاک‌پشت ارائه می‌شوند تا بتوانند با قوانین آمریکا مطابقت داشته باشند. این گونه، خلاف گونه‌های پیشین که از چین وارد ایالات متحده می‌شدند، شبیه به یک نراندامه واقعی طراحی شده‌است. به باور مارتین، رنگ‌آمیزی و لطافت آنها سبب جذابیت بیشتر برای زنان و در نتیجه موفقیت بیش‌تر این محصول در بازار می‌شود. طراحان در ویبراتکس در حال کار بر روی نسخه جدیدی بودند که مرواریدهای چرخان را به پایه لرزاننده دوکاره اضافه کند. در سال ۱۹۸۴ مروارید خرگوشی به بازار عرضه شد. از سال ۱۹۸۵ به بعد کپی‌های مروارید خرگوشی از جمله جک خرگوشه ساخت سوزان کلوین و رمپنت خرگوشه ساخت شرکت انگلیسی  آن سامرز به بازار هجوم آوردند.

## مواد
به‌طور معمول لرزاننده‌های خرگوشی از ماده ژله مانند پلی وینیل کلراید، سیلیکون (پلیمر نیمه آلی)، لاستیک طبیعی (پلیمر هیدروکربن الاستیک) یا لاتکس ساخته می‌شوند. تمیز کردن و نگه‌داری از لرزاننده‌های سیلیکونی راحت تر است؛ زیرا این ماده متخلخل نیست و بنابراین هیچ باکتری یا ماده خارجی توسط اسباب بازی جذب نمی‌شود. سیلیکون گرما را حفظ می‌کند و بویی ندارد. مواد ژله ای متخلخل هستند و نمی‌توان آن را در آب جوش استریل کرد و دارای رایحه ای از لاستیک است که به مشام برخی ناخوشایند می‌آید. به منظور جلوگیری از این بو برخی از تولیدکنندگان محصولات را با رایحه‌های دلپذیر بیشتری معطر می‌کنند. لرزاننده‌های خرگوشی ساخته شده از مواد وینیل، پلاستیک، فلز و الاستومر را نیز می‌توان در بازار یافت. متخلخل بودن آن‌ها بسیار کمتر از ژله بوده یا کاملاً غیر متخلخل است؛ اما بافت آن‌ها صاف و محکم است.

## کارکرد
لرزاننده‌های خرگوشی برای تحریک همزمان داخلی (واژن) و خارجی (چوچوله) طراحی شده‌اند. محرک خرگوش شکل در نزدیکی چوچوله نگه داشته می‌شود؛ در حالی که دسته آن به واژن منتقل می‌شود و تحریک عمیق «اطراف» آن را ایجاد می‌کند. بیش‌تر مدل‌ها گزینه تعیین سرعت چرخش دسته و الگوهای تحریک چوچوله را به کاربرارائه می‌دهند.
کاربر در صورت بهره‌گیری از لرزاننده خرگوشی می‌تواند از روغن اضافی نیز کمک بگیرد؛ چراکه ژله می‌تواند روغن طبیعی بدن را جذب کند، و هم ژله و هم سیلیکون باعث ایجاد اصطکاک بر روی پوست می‌شوند. کمبود رطوبت ممکن است باعث تحریک، ناراحتی یا درد شود.

## تفسیر
لرزاننده خرگوشی به عنوان «یکی از بارزترین نشانه‌های معاصر از فعالیت جنسی در زنان» توصیف شده‌است. جذابیت لرزاننده خرگوش به سبب توانایی آن در تحریک همزمان چوچوله و واژن است.